# Thore Ehrling

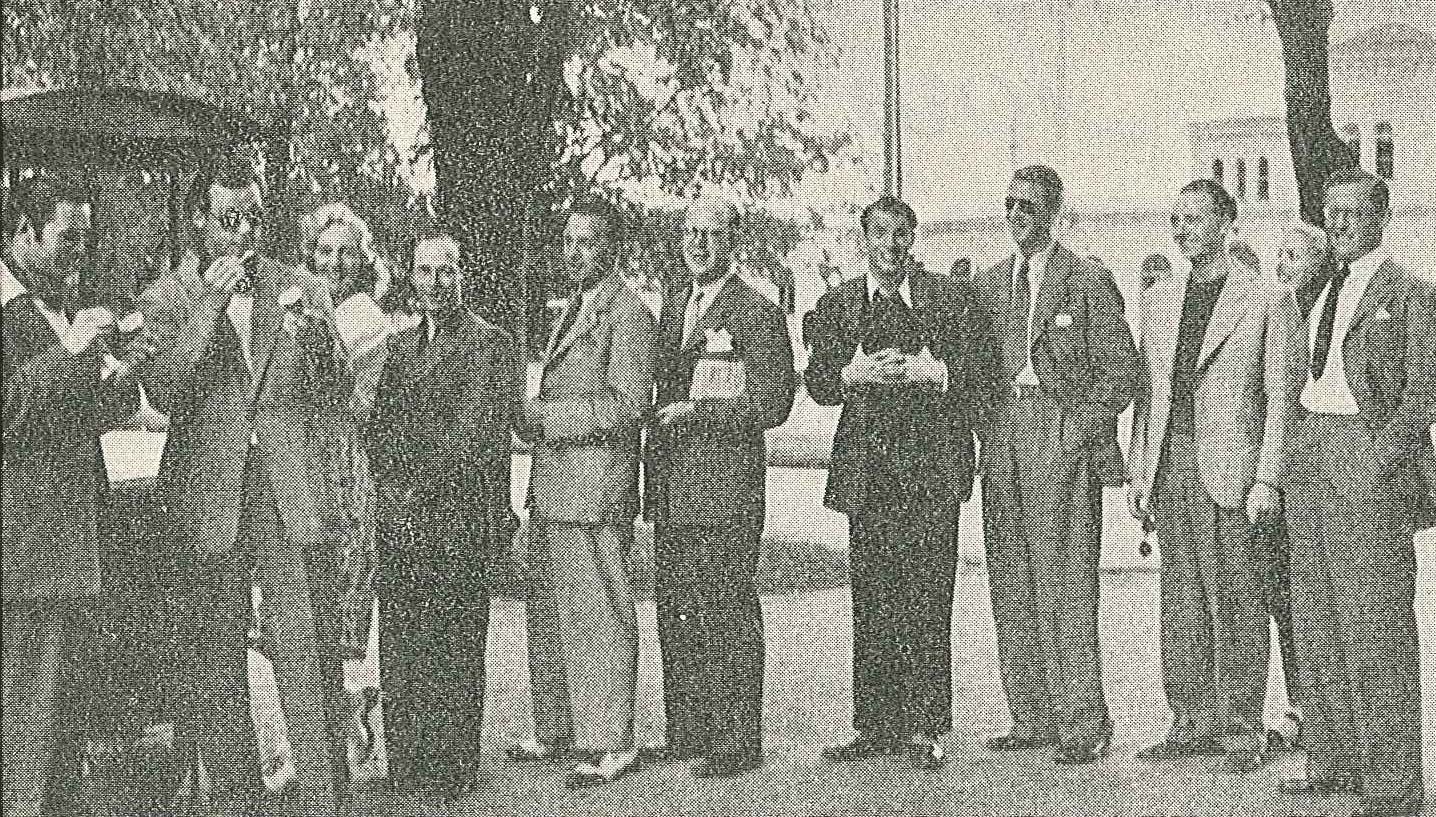
Thore Ehrling (sjätte person från vänster) och hans musiker kopplar av med en glass.

Thore Olof Gottfrid Ehrling, född 29 december 1912 i Stockholm, död 21 oktober 1994 på Lidingö, var en svensk kompositör, arrangör, musiker, dirigent, orkesterledare och musikförläggare. Han är far till kompositören Staffan Ehrling.
På Statens musikverk/Svenskt visarkiv finns cirka 1300 arrangemang ur Thore Ehrlings orkestermapp, med arrangörer som Gösta Theselius m.fl.

## Biografi
Thore Ehrling bildade ett jazzband redan i skolan. Där spelade han trumpet, efter att ha bytt från althorn, som han trakterade i den ordinarie skolorkestern. 1931–1935 studerade han vid Musikkonservatoriet i Stockholm. Ehrling spelade trumpet hos bland andra Håkan von Eichwald och Charles Redland på 1920- och 1930-talen, och bildade egen orkester 1938. Senare utökades den till ett storband, och blev en av de ledande under den svenska swingepoken. Bandets signaturmelodi Nu ska vi dansa inledde många radioöverföringar från t.ex. Skansen 1940–1956. Thore Ehrlings orkester upplöstes 1957. Bland sångerskor som samarbetat med orkestern finns Sonia Sjöbeck, Britt-Inger Dreilick, Alice Babs och senare Nora Brockstedt.
Thore Ehrling medverkade från 1932–1972 i fler än 1 000 grammofoninspelningar. Utöver signaturmelodin skrev han ett flertal melodier, varav de mest kända är En månskenspromenad (1943), Regntunga skyar och Ole dole doff. Han grundade 1941 musikförlaget Ehrling & Löfvenholm (från 1952 Thore Ehrling Musik AB), som idag också omfattar Nils-Georgs musikförlag AB och Edition Sylvain AB.
Thore Ehrling arbetade i ett kvarts sekel för Radiotjänst/Sveriges Radio, där han bland annat ledde Radiotjänsts dansorkester. Åren 1959 och 1960 var han dirigent i den svenska Melodifestivalen i TV.
Thore Ehrling är begravd på Lidingö kyrkogård.

## Priser och utmärkelser
- 1988 – Medaljen för tonkonstens främjande

## Filmografi

### Musik
- 1940 – Familjen Björck
- 1940 – Swing it, magistern!
- 1940 – Hjältar i gult och blått
- 1941 – Hem från Babylon
- 1941 – Fröken Kyrkråtta
- 1941 – Spökreportern
- 1942 – En sjöman i frack
- 1942 – Vårat gäng
- 1943 – Örlogsmän
- 1946 – Djurgårdskvällar
- 1951 – Tini-Kling
- 1952 – Klasskamrater

### Roller
- 1943 – En melodi om våren
- 1954 – Flicka med melodi

## Diskografi
- Thore Ehrling på Discogs (engelska)
- Thore Ehrling på Svensk underhållningsmusik, revyer och film 1900–1960

### Originalutgivning på LP
- Thore Ehrling på nytt. Odeon 062-34652. Utg. 1972.

### Återutgivning på LP
- Thore Ehrlings orkester 1943–1945. Odeon 054-34396
- Thore Ehrlings orkester. Inspelningar från 1941, 1942, 1943, 1946, 1947. Telestar TR 11111. Utg. 1972.
- Flash. Thore Ehrlings orkester live från Skansen sommaren 1947. Nostalgia NOST 7655. Utg. 1984.
- Royal strut. Thore Ehrling 1939–41. Odeon 054-34880. Utg. 1973.

### Återutgivning på CD
- Thore Ehrling. Jazz highlight 1939–55. Dragon DRCD 236. Utg. 1993.
- Minns med Thore Ehrling och hans orkester. Jazz, dansmusik och underhållning 1941–1958. Phontastic 1999
- En månskenspromenad. Thore Ehrlings bästa. EMI 00946 3 34546 2 0. Utg. 2005.